# Urszula Cierniak
Urszula Cierniak (ur. 3 grudnia 1964 w Częstochowie) – polska badaczka, doktor habilitowana nauk humanistycznych w zakresie literaturoznawstwa (prof. Uniwersytetu Jana Długosza w Częstochowie), etnolog, specjalistka w zakresie starego obrzędu, kultury staroruskiej oraz religijności Słowian.

## Życiorys
Córka Jadwigi i Jana Grabowskich. Ukończyła klasę o profilu matematyczno-fizycznym w IV Liceum Ogólnokształcącym im. Henryka Sienkiewicza w Częstochowie. Uzyskała magisterium z filologii rosyjskiej z wyróżnieniem (1988) oraz etnologii (1991) na Uniwersytecie Jagiellońskim w Krakowie.
W 1995 roku obroniła na Uniwersytecie Jagiellońskim rozprawę doktorską: Literatura staroobrzędowców wobec kultury dawnej Rusi i procesu literackiego w Rosji czasów nowożytnych. W roku 2014 uzyskała na Wydziale Filologicznym Uniwersytetu Jagiellońskiego stopień doktora habilitowanego nauk humanistycznych w zakresie literaturoznawstwa na podstawie rozprawy habilitacyjnej Wiara i władza. Wokół sporu o katolicyzm i chrześcijańską Europę w dziewiętnastowiecznej myśli i literaturze rosyjskiej oraz oceny ogólnego dorobku naukowego.
Obecnie (2024) pracuje na Uniwersytecie im. Jana Długosza w Częstochowie, gdzie od 2019 roku kieruje Zespołem Badań Interkulturowych Europy Wschodniej na Wydziale Humanistycznym. Jest także Sekretarzem Komisji Kultury Słowian PAU (od 2019) oraz Członkiem Komisji do Badania Starego Obrzędu (Комиссия по исследованию старообрядчества) przy Międzynarodowym Kongresie Slawistów (od września 2008).

## Działalność naukowa
Badania naukowe Urszuli Cierniak skoncentrowane są wokół kultury staroruskiej, literatury i kultury duchowej mniejszości religijnych w Rosji oraz poza jej granicami, tradycjonalizmu i konserwatyzmu, konfliktów konfesyjnych oraz zderzenia kultur w literaturze rosyjskiej dawnej i nowej, kultura staroobrzędowców (także tych, którzy znaleźli się poza granicami Rosji). Ta ostatnia stała się tematem licznych artykułów oraz monografii Literacki wymiar kultury religijnej staroobrzędowców (Częstochowa 1997), w której po raz pierwszy zostały zbadane i przedstawione nieznane wcześniej rękopiśmienne utwory z przełomu XVII i XVIII wieku, pochodzące ze środowiska staroobrzędowców bezpopowców pomorskich.
Drugi ważny obszar badań U. Cierniak to dzieje i przemiany Cerkwi prawosławnej w relacji do władzy państwowej oraz specyfika religijności Słowian wschodnich na tle sporów i polemik z chrześcijaństwem zachodnim. Problematyka ta znalazła odbicie w szeregu artykułów oraz w kolejnej monografii zatytułowanej Wiara i władza. Wokół sporu o katolicyzm i chrześcijańską Europę w dziewiętnastowiecznej literaturze i myśli rosyjskiej (Częstochowa 2013), której obiektem badawczym była m.in. myśl i literatura rosyjskich katolików pozostających na emigracji we Francji.
W horyzoncie badawczym Urszuli Cierniak są również liczni reprezentanci literatury i myśli rosyjskiej XIX i XX wieku oraz ich pisma teologiczne, a także proza egodokumentalna (autobiografie, listy, dzienniki, medytacje, zapiski religijne), rozprawy ujmujące antynomicznie prawosławie i chrześcijaństwo zachodnie.
U. Cierniak jest autorką 2 książek, redaktorką i współredaktorką 6, opublikowała 80 artykułów w monografiach i czasopismach naukowych
Badaczka aktywnie udziela się w towarzystwach i komisjach naukowych. Pełni funkcję sekretarza Komisji Kultury Słowian PAU oraz sekretarza redakcji pisma „Kultura Słowian. Rocznik Komisji Kultury Słowian PAU”. Była pomysłodawczynią i organizatorką czterech międzynarodowych konferencji naukowych z cyklu „Człowiek-Wiara-Kultura”. Prowadzi także działalność popularyzująca naukę na terenie Częstochowy dla młodzieży szkół średnich oraz dla dorosłych. Współpracuje z Muzeum Częstochowskim, Muzeum Pielgrzymowania, Ośrodkiem Kultury Filmowej „Iluzja”, Ośrodkiem Promocji Kultury „Gaude Mater”, organizacjami religijnymi.